# クリスチャン・カールソン
クリスチャン・カールソン（Kristian Gunnar Karlsson、1991年8月6日 - ）は、スウェーデンの卓球選手。

## 経歴
2016年のヨーロッパトップ16でベスト4入賞。2018年のITTFワールドツアー・スウェーデンオープンでは上田仁と丹羽孝希を下し、ベスト8に食い込んだ。また同年、スウェーデン代表として世界選手権団体戦での17年振りの銅メダル獲得に貢献した。
マティアス・カールソンとのダブルスペアでは、2012年のヨーロッパ卓球選手権男子ダブルス準優勝、2016年同選手権ベスト4入賞といった実績を残している。
2016年からドイツ・ブンデスリーガ1部のボルシア・デュッセルドルフに所属している。
2021年に行われた世界選手権男子ダブルスで初優勝を果たした。